# Пойди туда — не знаю куда, принеси то — не знаю что
«Пойди́ туда́ — не зна́ю куда́, принеси́ то — не зна́ю что» («Ступай туда, неведомо куда, принеси то, неведомо что», «Морфей»; бел. Сирота Иван, девица чаровница и поп, Иван прекрасный и князь Ладомяр) — широко распространённый сюжет русских, украинских и белорусских народных сказок. Относится к так называемым волшебным сказкам. Русских вариантов — 76 (из них 8 в сборнике Афанасьева), украинских — 8, белорусских — 7.
По системе классификации сказочных сюжетов Аарне-Томпсона имеет номер 465А «Красавица-жена» («Пойди туда, не знаю куда»): царский стрелок (папский егерь, бедный мужик) женится на чудесной красавице и искуснице; царь (барин) хочет овладеть ею и посылает мужа выполнить трудные поручения; жена стрелку помогает; намерение царя не сбывается. Схожие сюжеты: 465B — «Красавица-жена» («Гусли-самогуды»), 465C — «Красавица-жена» («Поручение на тот свет»), 465A* — «Неверная жена и генерал».
Впервые опубликована в 1786 году в издании «Лекарство от задумчивости и бессонницы, или Настоящие русские сказки».
Известна переработка сюжета Владимиром Далем под названием «Сказка о Иване, молодом сержанте».
Сказка с красочными иллюстрациями печаталась в сборниках сказок СССР и России, а также издавалась в виде аудиосказок.
В 1966 году по сказке создан советский полнометражный мультипликационный фильм «Поди туда, не знаю куда».
По мотивам четырёх народных сказок из сборника Афанасьева Леонидом Филатовым написана пьеса «Про Федота-стрельца, удалого молодца».

## Сюжет
В сказке повествуется о жизни стрельца (в различных версиях сказки носит имена: стрелец Андрей, стрелец Федот, стрелок (без имени), отставной солдат Тарабанов, купеческий сын Бездольный), который верой и правдой служил царю. Однажды на охоте он подбил горлицу, которая заговорила с ним человеческим голосом. Когда он принёс птицу домой, она обернулась девицей — Марьей-царевной, такой прекрасной, что ни вздумать, ни взгадать, только в сказке сказать. Увидев, как скромно живёт Андрей-стрелок, она решила своим трудом поправить его дела.
Она соткала красивый ковёр, который Андрей дорого продал, но о ковре узнал сам царь, пожелавший увидеть того, кто этот ковёр сделал. Царь решил жениться на Марье-царевне, но для этого необходимо было избавиться от Андрея-стрелка. Царь поручал ему выполнить такие задания, которые казались совершенно невыполнимы. С помощью Марьи-царевны Андрей выполнил все поручения царя: он ходил туда — неизвестно куда и добыл то — неизвестно что.
Царь от злости направил на стрелка войско, которое было разбито волшебными предметами Андрея, а сам царь получил дубинкой по голове и умер. Сражению пришёл конец, народ стал просить Андрея-стрелка, чтобы тот взял в свои руки всё государство. Андрей спорить не стал и устроил по этому случаю пир на весь мир; вместе с Марьей-царевной правил он этим царством до глубокой старости.
Сказка учит преданности, говорит о семейных ценностях, осуждает зависть, несправедливость и жадность.

## Пьеса Леонида Филатова
По мотивам русской народной сказки «Поди туда — не знаю куда, принеси то — не знаю что» Леонидом Филатовым написана пьеса «Про Федота-стрельца, удалого молодца». Впервые опубликована в журнале «Юность», 1987 год, № 3. Сразу обрела популярность, а использование сказочных персонажей в сочетании с яркой речью Филатова и жёсткими сатирическими замечаниями способствовало успеху.
Пьеса написана в стиле русских народных сказок. Однако же для комического эффекта там были введены и современные слова, как в «просторечной» форме: «сольфеджию учи» (царь), «лишь бы только в коллефтив» (То-Чаво-Не-Может-Быть), так и в обычной: «на мне — вся политика в стране» (Федот), «Али швед под Петербургом? Али турок под Москвой?» (Баба-Яга), «цельный ткацкий комбинат» (царь).
По этому произведению поставлено множество спектаклей в различных театрах России и СНГ, а также сняты фильмы:
- В 1988 году вышел телеспектакль «Про Федота-стрельца, удалого молодца», в котором снялся Леонид Филатов в жанре театра одного актёра.
- В 2001 году по мотивам пьесы снят фильм «Сказ про Федота-стрельца».
- В 2008 году на студии «Мельница» создан мультипликационный полнометражный фильм «Про Федота-стрельца, удалого молодца» (режиссёр Людмила Стеблянко).